# Kócbabák
A Kócbabák 1972-ben alakult magyar női vokálegyüttes. Első dalaik olasz slágerekből lettek átdolgozva.

## Története
Az énektrió alapító tagjai: Babits Marcella (Marcellina), Csepregi Éva és Fábián Éva, mindhárman Hoffmann Ödön tanítványai voltak, akik szólóban is indultak az 1972-es Ki mit tud?-on. Az énektanár Dönci bácsi, ajánlotta a lányoknak, hogyha hárman összeállnak és vokálegyüttesként is megpróbálják, nagyobb sikert érhetnek el. (A Kócbabák név, egy korabeli olasz sláger címéből ered, Patty Pravo: La bambola című dalának magyar fordítása.) Ezen az 1972-es versenyen a két ellenlábas, szólóban Szűcs Judith, trióban a Mikrolied vokál lett ugyan a nyertes, de a Kócbabák is a televíziós közvetítésnek köszönhetően országosan ismertek lettek. A Ki mit tud? után Marcellina külföldi turnéra ment az Apostol együttessel, és helyébe Pál Éva lépett a formációba.
1973 nyarán kereste meg őket Pásztor László és Galácz Lajos, mert a Neoton új vokált keresett a Tessék választani című rádiós versenyhez. Így alakult meg 1974-től a Neoton és a Kócbabák, 1977-től pedig a Neoton Família.
A trió 1979-ben Fábián Éva kilépésével megszűnt. Mindegyikük szólókarriert kezdett, Csepregi Éva a Neoton Famíliával maradt és mellette szólókarriert is folytatott, Fábián Éva 1982-ben jelentkezett egy szólólemezzel, melynek címe Éjszakai repülés. Majd ezt követte egy újabb album, igaz kislemez formájában, ennek címe: Édenkert. 1990-től a gyermekdalok felé orientálódott, míg Pál Éva színházi zenés darabokban kezdett énekelni, és 1983-ban megjelent egy kislemeze, majd 1995-ben szintén kiadott egy szóló lemezt Mindenem a zene címmel. 1998-ban álltak utoljára együtt színpadon a Neoton búcsúkoncertjén, majd egy évvel később a Meglepő és mulatságos színpadán. Azóta külön-külön énekelnek.
Az alapító tagnak, Marcellinának, először a Marcellina PJT tagjaként, majd szólóban itthon és külföldön is több sikeres lemeze jelent meg. Számos sláger fűződik nevéhez, jelenleg is aktívan koncertezik, egyedülálló, úgynevezett One Woman Show-jával járja a világot.

## Visszatérés
Amikor Marcellina hazaköltözött Magyarországra, írt egy dalt, melyről egyből úgy érezte, teljesen passzolna a Kócbabákhoz, holott több mint 40 éve ez a formáció már nem létezik. Meglepő módon Fábián Éva, Pál Éva és Csepregi Éva is hajlana az összeállásra, még ha csak egy dal erejéig is. Kevesen tudják hogy Marcellina az alapító tag, azonban a "banda" csak a három Évával lenne teljes, Csepregi Évát viszont nem engedik el a Neotonból az újra összeálló együttesbe.
2022 májusában Csepregi Éva, Fábián Éva és Marcellina bejelentette, az eredeti felállásban, az 50 éves jubileum alkalmából újra összeáll a lánytrió.

## Külső hivatkozások
- Marcellina honlapja[6]
- Hallgasd meg a Kottafej című dalt[7]
- Nézd meg a Szép nyári nap című dal videóját[8]
- Egy 1998-as nőnapi interjú a Kócbabákkal[9]
- A Kócbabák szexi énekesnője volt - 35 év kihagyás után tér vissza a színpadra